# 朱砂藤
朱砂藤（学名：Cynanchum officinale）是夹竹桃科鹅绒藤属的植物，为中国的特有植物。分布于中国大陆的安徽、湖南、云南、广西、陕西、贵州、湖北、四川、江西、甘肃等地，生长于海拔1,300米至2,800米的地区，多生长在灌木丛中、山坡、水边、路边或疏林下，目前尚未由人工引种栽培。

## 别名
朱砂莲（湖北）；白敛（云南）；桔梗（四川）；赤芍（江西）；野红薯藤（广西）；湖北白前（种子植物名称）